# Kalvin Phillips
Kalvin Mark Phillips (Leeds, 1995. december 2. –) angol válogatott labdarúgó, az Ipswich Town játékosa kölcsönben a Manchester City csapatától.

## Pályafutása

### Klubcsapatokban
2003 és 2010 között a Wortley ifjúsági csapataiban nevelkedett, majd a Leeds United akadémiáján fyoltatta. 2014 nyarán aláírta első profi szerződését a klubbal. 2015. január 4-én ülhetett a kispadra le először a felnőttek között a Sunderland ellen, de pályára nem lépett a kupa mérkőzésen. Április 6-án mutatkozott be a Wolverhampton Wanderersellen 4–3-ra elvesztett bajnoki mérkőzésen. Öt nappal később második felnőtt bajnoki találkozóján megszerezte első gólját a Cardiff City ellen 2–1-re elvesztett mérkőzésen. A szezon végén új kétéves szerződést írt alá. 2016 júniusában ismét meghosszabbította szerződését a klubbal, ezúttal három évvel. 2019 nyaráig szólt a szerződése ennek köszönhetően. 2017. augusztus 6-án duplázott a Bolton Wanderers ellen. 2019 nyarán több kérője is volt, de csapata ezeket elutasította és szeptemberben öt évre szóló új szerződést írtak alá. A szezon végén bajnokként jutottak fel az élvonalba.
2020. szeptember 12-én mutatkozott be a Premier League-ben a Liverpool ellen. 2021. február 8-án 200. alkalommal lépett pályára a Leeds United színeiben. Május 23-án megszerezte első Premier League gólját a West Bromwich Albion klubja ellen 3–1-re megnyert mérkőzésen.
2022. július 4-én jelentették be, hogy hat évre szóló szerződést írt alá a Manchester City csapatával. 2024. január 26-án a szezon hátralévő részére kölcsönbe igazolt a West Ham Unitedhez. Augusztus 16-án kölcsönbe került az Ipswich Town csapatához.

### A válogatottban
Angol születésű, de apja révén jamaicai, míg anyja által ír származású, ezért a jamaicai labdarúgó-válogatott felkereste a válogatottság miatt. 2020. augusztus 25-én Gareth Southgate az angol labdarúgó-válogatott szövetségi kapitánya első alkalommal hívta be keretébe. Szeptember 8-án mutatkozott be Dánia ellen. 2021. június 1-jén bekerült a 2020-as labdarúgó-Európa-bajnokságra utazó 26 fős keretbe.

## Statisztika

### Klub
2022. május 23-án frissítve.
| Klub         | Szezon   | Bajnokság        | Bajnokság | Bajnokság | Kupa  | Kupa  | Ligakupa | Ligakupa | Egyéb | Egyéb | ÖSszesen | ÖSszesen |
| Klub         | Szezon   | Osztály          | Mérk.     | Gólok     | Mérk. | Gólok | Mérk.    | Gólok    | Mérk. | Gólok | Mérk.    | Gólok    |
| ------------ | -------- | ---------------- | --------- | --------- | ----- | ----- | -------- | -------- | ----- | ----- | -------- | -------- |
| Leeds United | 2014–15  | EFL Championship | 2         | 1         | 0     | 0     | 0        | 0        | —     | —     | 2        | 1        |
| Leeds United | 2015–16  | EFL Championship | 10        | 0         | 0     | 0     | 0        | 0        | —     | —     | 10       | 0        |
| Leeds United | 2016–17  | EFL Championship | 33        | 1         | 2     | 0     | 5        | 0        | —     | —     | 40       | 1        |
| Leeds United | 2017–18  | EFL Championship | 41        | 7         | 1     | 0     | 1        | 0        | —     | —     | 43       | 7        |
| Leeds United | 2018–19  | EFL Championship | 42        | 1         | 0     | 0     | 2        | 0        | 2     | 0     | 46       | 1        |
| Leeds United | 2019–20  | EFL Championship | 37        | 2         | 1     | 0     | 2        | 0        | —     | —     | 40       | 2        |
| Leeds United | 2020–21  | Premier League   | 29        | 1         | 1     | 0     | 0        | 0        | —     | —     | 30       | 1        |
| Leeds United | 2021–22  | Premier League   | 20        | 0         | 0     | 0     | 3        | 1        | —     | —     | 23       | 1        |
| Összesen     | Összesen | Összesen         | 214       | 13        | 5     | 0     | 13       | 1        | 2     | 0     | 234      | 14       |

### A válogatottban
2022. június 14-én frissítve.
| Nemzet   | Év       | Mérkőzés | Gól |
| -------- | -------- | -------- | --- |
| Anglia   | 2020     | 3        | 0   |
| Anglia   | 2021     | 15       | 0   |
| Anglia   | 2022     | 4        | 0   |
| Összesen | Összesen | 23       | 0   |

## Sikerei, díjai

### Klub
- Leeds United
  - EFL Championship: 2019–2020[25]

- Manchester City
  - Premier League: 2022–2023
  - Angol kupa: 2022–2023
  - UEFA-bajnokok ligája: 2022–2023
  - UEFA-szuperkupa: 2023
  - FIFA-klubvilágbajnokság: 2023

### Egyéni
- Az EFL Championship – Hónap fiatal játékosa: 2016 október[26]
- Az EFL Championship – Szezon csapatának tagja: 2018–19[27]
- A PFA – Szezon csapatának tagja: 2019–20[28]
- Az év játékosa Angliában: 2020–21[29]